# Kroktjärnen (Burträsks socken, Västerbotten, 717114-169341)
Kroktjärnen är en sjö i Skellefteå kommun i Västerbotten och ingår i Sävaråns huvudavrinningsområde.